# Bâtiment situé 21 rue Nade Tomić à Niš
Le bâtiment situé 21 rue Nade Tomić à Niš (en serbe cyrillique : Зграда у Ул. Наде Томић 21 у Нишу ; en serbe latin : Zgrada u Ul. Nade Tomić 21 u Nišu) se trouve à Niš, dans la municipalité de Medijana et dans le district de Nišava, en Serbie. Elle est inscrite sur la liste des monuments culturels protégés de la république de Serbie (identifiant no SK 911),.

## Présentation
Le bâtiment, situé 21 rue Nade Tomić, a été construit dans les années 1920. Il fait partie intégrante du secteur de la rue Obrenovićeva, inscrit sur la liste des entités spatiales historico-culturelles protégées de la république de Serbie (identifiant no PKIC 31),, caractéristique de l'ambiance architecturale de la vieille ville de Niš.
Le bâtiment est constitué d'un simple rez-de-chaussée surélevé où toute la surface de la façade est recouverte de fines cannelures horizontales. La façade sur rue est dotée d'une fenêtre centrale entourée de deux groupes de fenêtres géminées ; ces cinq fenêtres sont surmontées d'imitations d'arcs brisés reposant sur des pilastres peu profonds. Dans la partie inférieure de la façade se trouve un haut socle, tandis que dans la partie haute une ouverture circulaire est placée au-dessus de chaque fenêtre. Le toit se termine par un avant-toit en bois sculpté dont les dentelures forment une frise.
Le bâtiment possède une cour dallée de pierre et remplie de verdure.